# Kolumbijská pánev
Kolumbijská pánev (anglicky Columbia Basin) je pánev, sníženina obklopená horskými hřbety na jihovýchodě státu Washington (okrajově přesahuje do Oregonu a Idaha), ve Spojených státech amerických. Rozkládá se, respektive je součástí Kolumbijské plošiny. Je vyplněná čedičovými lávami z miocénu a částečně i sedimenty.